# El hobbit
El hobbit (título original en inglés: The Hobbit, or There and Back Again, usualmente abreviado como The Hobbit) es una novela fantástica del filólogo y escritor británico J. R. R. Tolkien. Fue escrita por partes desde finales de los años 1920 hasta principios de los años 1930 y, en un principio, tan solo tenía el objetivo de divertir a los hijos pequeños de Tolkien. No obstante, el escritor prestó a varias personas el manuscrito de la obra aún inacabada, que terminó en manos de la editorial George Allen & Unwin. Dispuestos a publicarla, los editores pidieron a Tolkien que finalizara la obra y El hobbit fue publicada el 21 de septiembre de 1937 en el Reino Unido.
Es la primera obra que explora el universo mitológico creado por Tolkien y que más tarde se encargarían de definir El Señor de los Anillos y El Silmarillion. Dentro de dicha ficción, el argumento de El hobbit se sitúa en el año 2941 de la Tercera Edad del Sol, y narra la historia del hobbit Bilbo Bolsón, que junto con el mago Gandalf y un grupo de enanos, vive una aventura en busca del tesoro custodiado por el dragón Smaug en la lejana Montaña Solitaria.
Debido al éxito que tuvo y a las buenas críticas que recibió, los editores pidieron a Tolkien una continuación. Bautizada como El Señor de los Anillos, su cambio a un tono alejado del infantil provocó que El hobbit tuviera que ser modificado ligeramente para que ambas historias coincidieran mejor.
Tras la publicación en 1964 de la edición argentina titulada El hobito, Ediciones Minotauro compró los derechos de las obras de Tolkien y publicó una traducción mejorada de la novela en España en 1982 y en Argentina en 1984.
La BBC Radio 4 realizó una adaptación radiofónica de El hobbit en 1968, mientras que Arthur Rankin Jr. y Jules Bass produjeron una película sobre ella para la televisión. En la actualidad ha finalizado la producción de una trilogía  basada en El Señor de los Anillos producida por el director Peter Jackson. A pesar de haberse involucrado por más de dos años en el diseño y producción de las adaptaciones al cine, el 31 de mayo de 2010, el mexicano Guillermo del Toro renunció a la dirección de las cintas debido al retraso en el comienzo de la filmación por los problemas financieros que atraviesa la productora Metro-Goldwyn-Mayer. En diciembre de 2012 se estrenó la primera parte, Un viaje inesperado, en 2013 se estrenó La desolación de Smaug, mientras que el estreno de la última película, La batalla de los Cinco Ejércitos, se realizó en diciembre de 2014. También se han creado varios videojuegos basados en la novela.

## Contexto
El reino enano de Erebor, también conocido como la Montaña Solitaria, fue fundado en el año 1999 de la Tercera Edad del Sol, por el rey Thráin I, quien acababa de huir con parte de su pueblo de Khazad-dûm tras la aparición de un balrog. Siete siglos después, el dragón Smaug llegó a Erebor y, tras expulsar a los enanos, se apoderó del tesoro que estos habían acumulado.
En 2463 T. E. algunos hobbits de la rama de los Fuertes vivían en los Campos Gladios, donde milenios atrás el rey Isildur de Arnor y Gondor fue asesinado por los orcos y el Anillo Único del Señor Oscuro Sauron se hundió en el río Anduin. Sméagol y su primo Déagol se encontraban pescando en el río cuando este último encontró el Anillo. Su poder despertó la codicia de Sméagol, que asesinó a su primo para arrebatárselo y, al ser desterrado por su pueblo, vagó hasta llegar a las Montañas Nubladas. Allí el poder del Anillo le corrompió, alargando su vida más allá de lo natural y convirtiéndole en una criatura que pasó a ser conocida como Gollum.
Cien años antes de los hechos narrados en la novela, el por entonces rey de los enanos, Thráin II, decidió regresar a Erebor. No obstante, fue apresado durante el viaje por los siervos de Sauron y le llevaron a la fortaleza de Dol Guldur, donde le arrebataron el último de los siete Anillos de los Enanos. Pocos años después el mago Gandalf entró en Dol Guldur y descubrió que Sauron había recuperado sus fuerzas de nuevo y que estaba reuniendo todos los Anillos de Poder. Encontró también allí a Thráin y este le dio la llave de Erebor antes de morir. Gandalf se reunió entonces con el Concilio Blanco e intentó convencer a los miembros para que atacaran Dol Guldur, pero Saruman, líder del concilio, se opuso y comenzó a buscar por su cuenta el Anillo Único en los Campos Gladios.

## Personajes principales
| Nombre       | Raza   | Resumen |
| ------------ | ------ | --- |
| Bilbo Bolsón | Hobbit | Nacido en el año 2890 de la Tercera Edad del Sol, Bilbo es hijo de Bungo Bolsón y Belladonna Tuk. Es el protagonista de la novela. |
|              |        | |
| Gandalf      | Maia   | Llamado Olórin en Aman, fue enviado a la Tierra Media en la Tercera Edad del Sol junto a otros cuatro maiar que formaron la Orden de los Istari, cuyo objetivo era combatir a Sauron y proteger de él a los habitantes de la Tierra Media. El elfo Círdan, que fue testigo de su llegada, le entregó uno de los tres anillos élficos, Narya. Hizo numerosos viajes y trató de conocer a todos los pueblos de la Tierra Media, hecho que le condujo a la Comarca y a Bilbo, desencadenando así la historia narrada en El hobbit. |
|              |        | |
| Thorin       | Enano  | Hijo de Thráin II y hermano mayor de Frerin y Dís, nació en el año 2746 de la Tercera Edad del Sol. Luchó junto a su pueblo en la batalla de Azanulbizar, donde se ganó el sobrenombre Escudo de roble por haber combatido y haberse defendido con la rama de un roble. Tras la derrota de los enanos acompañó a su padre hasta las Montañas Azules y, cuando este murió en las mazmorras de Dol Guldur, se convirtió en el nuevo rey.                                                                                          |
|              |        | |
| Bardo        | Hombre | Era un capitán de Valle el cual cuando ve acercarse al dragón prepara a los hombres para la batalla. Cuando Smaug lo ha destrozado todo Bardo saca la flecha negra y le atraviesa la coraza al dragón y acaba con él. Después lucha por la montaña para alimentar a su pueblo. |
|              |        | |
| Smaug        | Dragón | Es uno de los dragones alados que vivían en las Montañas Grises. Al oír noticias sobre las riquezas de Erebor se encaminó hacia el reino, destruyó Esgaroth y expulsó a los enanos. Con las gemas del tesoro se acorazó el pecho y el vientre de su cuerpo. |
|              |        | |

## Argumento

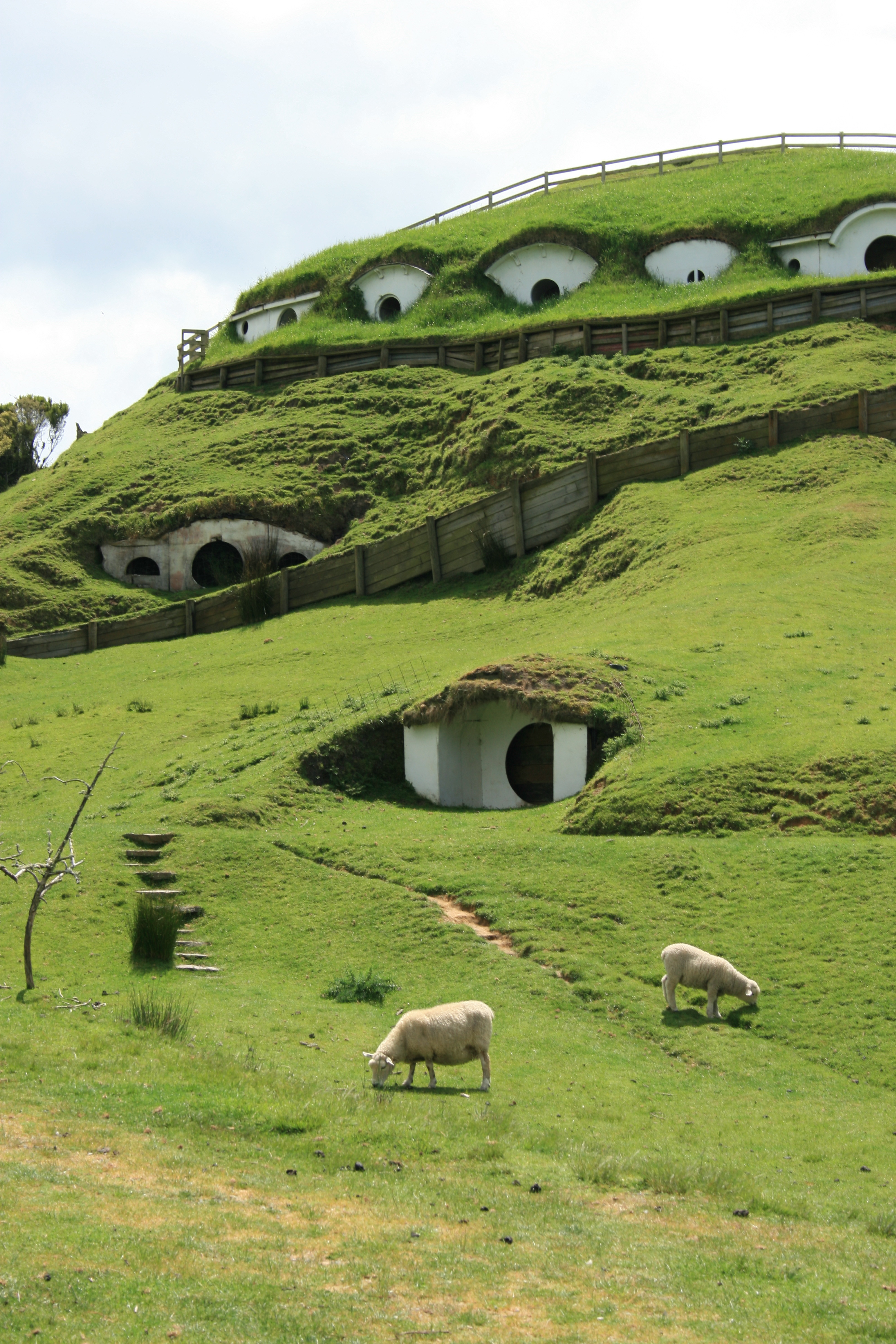
La Colina de Hobbiton, donde se encuentra la casa de Bilbo Bolsón.

La historia comienza un día en el que el hobbit Bilbo Bolsón, habitante de la Comarca, recibe la inesperada visita del mago Gandalf y de una compañía de trece enanos, liderada por Thorin Escudo de Roble, y compuesta por Balin, Glóin, Bifur, Bofur, Bombur, Dwalin, Ori, Dori, Nori, Óin, Kíli y Fíli. Los enanos necesitaban un miembro más en el grupo, un saqueador experto, para poder llevar a cabo su plan: alcanzar Erebor, derrotar al dragón Smaug y recuperar el reino y su tesoro. Gandalf les había recomendado para esta misión a Bilbo y de esta forma el hobbit se ve envuelto en la aventura. 
De camino a las Montañas Nubladas, la compañía entró en el Bosque de los Trolls. Allí se encontraron con un grupo de tres trolls de los que se libraron gracias a la astucia de Gandalf. El mago, conociendo el punto débil de estas criaturas, los distrajo hasta el amanecer, momento en el cual se convirtieron en piedra por el efecto de la luz del sol. En la guarida de los trolls, la compañía encontró unas espadas del antiguo reino élfico de Gondolin. Thorin cogió a Orcrist, la espada de Ecthelion, capitán de la ciudad, y Gandalf a Glamdring, la espada que pertenecía al rey Turgon. A Bilbo le dio una daga (aunque él podía usarla como espada por su estatura) a la que llamó Dardo. Poco después, llegaron a Rivendel, la tierra gobernada por el medio elfo Elrond, quien les ayudó a descifrar el mapa del tesoro de Smaug y las inscripciones de runas que tenían las espadas.
Ya en las Montañas Nubladas, una tormenta les obligó a resguardarse y fueron a parar a una caverna llena de trasgos que les persiguieron, haciendo que Bilbo se perdiese. Tras encontrar un misterioso anillo, el hobbit llegó a la orilla de un lago subterráneo, donde vivía una criatura llamada Gollum. Este le desafió a un juego de acertijos. En el caso de que Gollum ganara, se comería a Bilbo, y si no, guiaría al hobbit hasta la salida. Tras perder, Gollum se negó a cumplir su promesa y fue en busca de su anillo para matar a Bilbo, pero este había descubierto que la joya le volvía invisible cuando se la ponía y gracias a ello logró escapar y reunirse con sus compañeros. De nuevo un grupo de trasgos y huargos les persiguieron, pero gracias a que las águilas gigantes les rescataron, consiguieron huir. 
Habiendo descendido ya de las montañas, la compañía llegó a la casa de Beorn, un hombre con la capacidad de convertirse en oso. Este les prestó armas y ponis para que pudieran llegar al Bosque Negro. Una vez allí, Gandalf tuvo que dejarlos por un tiempo. Dos veces fueron apresados los enanos, una por las arañas gigantes y otra por los elfos del bosque, gobernados por el rey Thranduil, pero Bilbo, que escapó haciéndose invisible con el anillo, logró rescatarles. 
La compañía llegó por fin a Esgaroth, la Ciudad del Lago, desde donde se encaminaron hacia Erebor. Una vez allí, Bilbo logró entrar a la guarida de Smaug gracias al anillo y se llevó una copa. El dragón, creyendo que los hombres del Lago eran los ladrones de la copa, se dirigió a la ciudad dispuesto a destruirla, pero Bardo, príncipe de la Ciudad de Valle, logró matarle al clavarle la Flecha Negra en la única parte de su vientre que no estaba cubierta de piedras preciosas.
Fue entonces cuando tanto los hombres de Esgaroth y de Valle como los elfos del Bosque Negro se dieron cuenta de que el tesoro que guardaba Smaug se había quedado sin dueño. Al llegar a Erebor descubrieron que los enanos habían colocado defensas en la puerta principal, pues el cuervo Roäc les había informado de sus intenciones y Thorin, quien creía que el tesoro era suyo por derecho, se negó a realizar cualquier tipo de negociación. Mientras los hombres y los elfos asediaban la montaña, los enanos buscaron la Piedra del Arca, el objeto más preciado por Thorin de todo el tesoro, pues no sabían que esta estaba en poder de Bilbo y que la mantuvo escondida por miedo a las represalias. El hobbit acudió al campamento de los hombres y elfos al anochecer e intentó que Bardo y Thranduil no atacaran Erebor, entregándoles la Piedra del Arca como ayuda para la negociación. 
Al día siguiente se dispusieron a negociar de nuevo con Thorin, mostrándole la Piedra del Arca y provocando su ira al creer que Bilbo le había traicionado. En ese momento llegó Gandalf y los enanos de las Colinas de Hierro, a quienes Röac había avisado por orden de Thorin para que acudieran en su ayuda, pero cuando parecía que se iban a enfrentar contra los hombres y los elfos, un ejército de trasgos y huargos descendió de las montañas y les hizo unirse contra ellos en la que se llamó la Batalla de los Cinco Ejércitos. Cuando la batalla parecía perdida, aparecieron las águilas y Beorn, quien mató al jefe de los trasgos, Bolgo, haciendo que su ejército se dispersara y fuera destruido. A pesar de la victoria, Thorin y sus sobrinos Fíli y Kíli, murieron. Los distintos pueblos se repartieron el tesoro y Bilbo regresó a su casa con una pequeña parte y con el anillo.

## Composición
En una carta que envió al escritor estadounidense W. H. Auden en 1955, J. R. R. Tolkien recuerda como en un verano, cuando era profesor de anglosajón en el Pembroke College de la Universidad de Oxford, escribió la primera frase de El hobbit durante la corrección de unos exámenes de literatura inglesa (llamados por aquel entonces ensayos de graduación). Encontró un papel en blanco y escribió en él: «En un agujero en el suelo vivía un hobbit», sin saber ni siquiera de donde había sacado la idea. Antes de su muerte, Tolkien dijo que no recordaba la fecha exacta en la que escribió esta frase, ni siquiera el primer capítulo, ya que no lo organizó y fue escribiendo la obra según le iban surgiendo ideas. Michael, el segundo hijo de Tolkien, señaló 1929 como el posible año en el que su padre comenzó a escribir la obra, ya que conservaba algunas composiciones propias que estaban fechadas de dicho año y eran claras imitaciones de El hobbit, el cual les fue leído a él y a sus hermanos según se escribía.
Durante un breve período tras la invención de la primera frase, Tolkien no hizo nada más que elaborar el mapa de Thrór, donde describió la geografía en la que se desarrolla la mayor parte de la novela. No obstante, una vez iniciada la composición de la obra, los capítulos fueron escritos con fluidez y sin apenas correcciones hasta el punto en el que el dragón Smaug (que por entonces se llamaba Pryftan) muere. En esta primera versión, Gandalf era el nombre del enano principal y el mago se llamaba Bladorthin, palabra de origen gnómico (lengua que más tarde evolucionaría al noldorin) que significa ‘amplia tierra gris’ y que en el texto final quedó en una única mención de un cierto rey que compraba armas enanas. Posiblemente fuera precursor del apelativo Mithrandir (‘peregrino gris’ en sindarin), uno de los nombres que recibe Gandalf en El Señor de los Anillos.
Desde el comienzo de la obra se aprecia en ella la influencia de lo que más tarde sería El Silmarillion. Tolkien hizo referencia a La balada de Leithian, la historia de Beren y Lúthien, cuando Bladorthin cuenta a los enanos como solo ellos dos habían conseguido vencer al Nigromante, relacionando así a este último con el personaje de Thû (nombre que recibió Sauron en su primera versión). Además, el rey trasgo que Bandobras Tuk mata en la batalla de los Campos Verdes se llamaba en un primer momento Fingolfin, igual que el hijo del rey elfo Finwë en los Cuentos perdidos, y el personaje de Elrond fue emparentado con los medios elfos, hecho que fue descrito por Tolkien como «un afortunado accidente, consecuencia de la dificultad de estar inventando continuamente buenos nombres para los nuevos personajes». Incluyó también referencias a los gnomos (nombre que recibieron las primeras versiones de los Noldor) y a la destrucción del reino élfico de Gondolin por parte de los dragones.
Para escribir el viaje de la compañía desde Rivendel hasta el otro lado de las Montañas Nubladas, incluyendo la fuerte tormenta que ven, Tolkien se basó en sus vacaciones en Suiza en 1911. Años antes Tolkien había escrito una serie de poemas que recopiló bajo el título Cuentos y canciones de Bimble Bay y entre los cuales había uno, Glip, protagonizado por una criatura viscosa de ojos luminosos que roía huesos en una caverna y que sirvió de base para el posterior personaje de Gollum. El capítulo que trascurre en el Bosque Negro fue uno de los que más cambió con respecto a la versión publicada de El hobbit, ya que el pasaje en el río Encantado y la captura de los enanos por parte de los elfos del bosque no aparecen en esta primera versión.
Tolkien rebautizó al enano principal usando otro nombre de Völuspá, Eikinskjaldi, que, traducido como «escudo de roble», se trataba de un nombre propio y no un apodo como en la versión definitiva de la novela, mientras que el mago pasó a llamarse Gandalf, un nombre más apropiado por significar «elfo del bastón» en islandés. El nombre de Bladorthin se conservó para un misterioso rey que tan solo es nombrado en una línea y no vuelve a aparecer en ningún otro texto de Tolkien. 

Las lanzas que habían sido hechas para los ejércitos del rey Bladorthin (muerto tiempo atrás), cada una con una moharra forjada tres veces y astas con ingeniosas incrustaciones de oro, y que nunca habían sido entregadas o pagadas.
«Información secreta», en El hobbit de J. R. R. Tolkien.

También cambió el nombre del dragón Pryftan por Smaug, pasado del verbo germánico primitivo smugan («meter por un agujero»), algo que consideraba «un mal chiste filológico». Originalmente había dispuesto que fuese Bilbo quien lo matara con la ayuda de Dardo y el anillo mágico, pero al querer ofrecer algo más espectacular fue finalmente el arquero Bardo quien lo mató. Tolkien abandonó la composición de la obra en este punto, dejándola inconclusa.
A finales de 1932, le prestó una copia de El hobbit a su amigo C. S. Lewis para que la leyera. También se la prestó a Elaine Griffiths, una exalumna y amiga de la familia que trabajaba para la editorial británica George Allen & Unwin por recomendación del propio Tolkien. En 1936 Griffiths le comentó a una excompañera de Oxford, Susan Dagnall, que también trabajaba en George Allen & Unwin, sobre la existencia de la obra y ella habló con Tolkien para pedirle prestado el libro. Una vez leído e interesada en él, Dagnall le pidió que finalizara la obra para poder presentarla en la editorial.
Originalmente había previsto que la batalla contra los trasgos tuviera lugar durante el regreso de Bilbo a la Comarca y se llamara batalla de los Valles del Anduin, pero la situación se complicó cuando Tolkien se ocupó de la cuestión relacionada con la codicia que despertaba el tesoro y el hecho de que Esgaroth reclamara su parte para reconstruir la ciudad destruida, desembocando todo en la Batalla de los Cinco Ejércitos. El hobbit estaba acabado en verano de 1936, pero Tolkien no envió la copia hasta el 3 de octubre. Stanley Unwin, presidente de la editorial, pensaba que los niños eran los mejores jueces de literatura infantil, así que le dio la obra a su hijo Rayner, de tan solo diez años de edad, para que la leyera y le gustó tanto que decidió publicarla.

Bilbo Bolsón era un hobbit que vivía en su cueva de hobbit y nunca salía en busca de aventuras, hasta que el mago Gandalf y sus enanos le convencieron de que fuese. Pasó momentos emocionantes luchando contra trasgos y wargos. Por fin llega a la montaña solitaria. Smaug, el dragón que la custodia, muere, y después de una batalla con los trasgos, el hobbit vuelve a su casa ¡rico! Este libro, que tiene mapas, no necesita ilustraciones, es bueno y debería gustar a todos los chicos entre 5 y 9 años.
Informe de Rayner Unwin sobre El hobbit.

Cuando recibió la prueba de composición en febrero de 1937, Tolkien encontró algunos pasajes que tenía que rectificar, ya que no había tenido suficiente tiempo para examinar con minuciosidad el manuscrito que envió a la editorial en un principio. Debido a esto y algunos problemas con las ilustraciones, la novela no sería publicada hasta septiembre.

## Influencias
J. R. R. Tolkien siempre dijo que El hobbit había sido influenciado por El Silmarillion, novela aún inacabada cuando fue publicada la primera, además de por distintos poemas épicos, mitos y cuentos de hadas que había leído. Entre algunas de las fuentes que se han citado se encuentran Beowulf, el poema épico anglosajón con el que Tolkien trabajó durante parte de su vida, los cuentos de hadas de Andrew Lang y de los hermanos Grimm, La princesa y el trasgo y su secuela La princesa y Curdie, o El maravilloso país de los snergs.

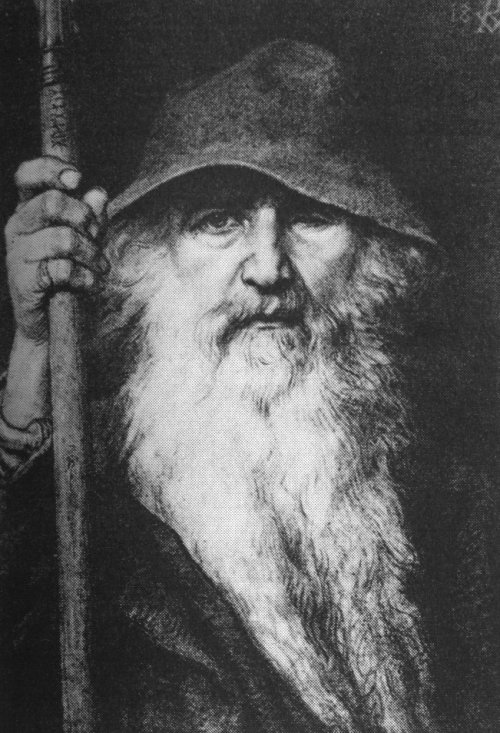
Ilustración de Odín, deidad de la mitología nórdica que influenció particularmente la figura del mago Gandalf.

Según la biografía de Tolkien elaborada por Humphrey Carpenter, el origen del mago Gandalf fue una postal que el escritor compró en 1911 durante unas vacaciones en Suiza y que reproducía una pintura del artista alemán Josef Madlener titulada Der Berggeist («El espíritu de la montaña»). En ella aparece un anciano de barba canosa, vestido con un largo manto y un sombrero de ala ancha, junto a un cervatillo en un bosque con las montañas de fondo. Carpenter afirma en su biografía que, años después de adquirir la postal, Tolkien escribió en el sobre que la guardaba: «Origen de Gandalf»; sin embargo, el artículo The Origin of Gandalf and Josef Madlener («El origen de Gandalf y Josef Madlener»), de Manfred Zimmerman, ofrece una investigación más profunda sobre los orígenes del mago y revela como la hija de Josef Madlener confirmó en una entrevista que la pintura databa de mediados de la década de 1920. Cuando preguntaron a Carpenter por la discrepancia en las fechas, afirmó que se había basado en las notas escritas en una copia del sobre donde Tolkien guardaba la postal y de la cual no encontró ningún rastro ante las peticiones de los fanes para que la mostrara.

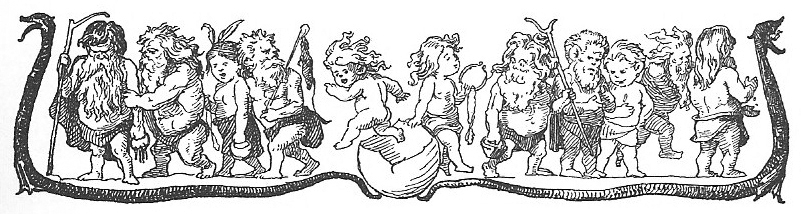
Ilustración de los enanos del poema Völuspá, recogido Edda poética, y en los que J. R. R. Tolkien basó a algunos de sus propios enanos.

La figura definitiva de Gandalf estuvo particularmente influida por la deidad de la mitología nórdica Odín en su encarnación como Vegtamr, un anciano de larga barba blanca, con un sombrero de ala ancha y un bastón de caminante. El nombre de Gandalf y los de los enanos de la compañía fueron tomados por Tolkien de Edda poética, una colección de poemas escritos en nórdico antiguo, y más concretamente de Völuspá, el primero de ellos. Debido al hecho de que Gandalf abandona a los enanos y a Bilbo en varias ocasiones justo antes de ser capturados, Douglas A. Anderson, autor de la edición anotada de El hobbit, comenta en ella que la conducta del personaje recuerda a la del espíritu de la montaña de las Riesengebirge checo-polacas, Rübezahl, quien disfruta haciendo que los viajeros se extravíen.
T. A. Shippey señala en El camino a la Tierra Media otro de los poemas de Edda poética, Skirnismál («El cantar de Skirnir»), como influencia para las Montañas Nubladas, y más concretamente la frase: 

«Las tinieblas están fuera y es nuestra empresa, según considero, dejar atrás las montañas nubladas y las tribus de los orcos».

 Observa además que Beorn tiene ciertas similitudes con Beowulf y Bothvarr Bjarki, personaje de la saga nórdica de Hrólfr Kraki.
Cuando le preguntaron a Tolkien si el pasaje en el que Bilbo roba el copón a Smaug se basaba en el episodio del robo del copón en Beowulf, respondió:

«El Beowulf se cuenta entre mis más preciadas fuentes; aunque no lo recordaba conscientemente cuando lo escribía; el episodio del robo surgió naturalmente (casi de manera inevitable) de las circunstancias. Es difícil encontrar otro modo de proseguir la historia. Supongo que el autor del Beowulf diría lo mismo».
J. R. R. Tolkien, en Las cartas de J. R. R. Tolkien de Humphrey Carpenter

Shippey afirma que la conversación entre ambos personajes está inspirada además en el poema Fáfnismál («La balada de Fáfnir») de Edda poética, mientras que Anderson apunta en su edición anotada de El hobbit que los dos grandes dragones que aparecen en la literatura nórdica, Fafner, de la saga Volsunga, y el de Beowulf, murieron cuando les acuchillaron el vientre, igual que Smaug. Este último cita también algunas influencias de las novelas de George MacDonald, La princesa y el trasgo y su secuela La princesa y Curdie, como el aspecto semejante de los trasgos, la oscura visión de las raíces de las montañas o la conducta de Galion, mayordomo de Thranduil, que es similar a la del mayordomo del rey en la secuela, pues a ambos les gustaba beberse los mejores vinos de sus respectivos señores en su misma bodega.
En 1955, Tolkien admitió en una carta dirigida al poeta y ensayista W. H. Auden que la novela infantil El maravilloso país de los snergs, de E. A. Wyke-Smith, era «probablemente el libro que sirvió de fuente inconsciente sólo para los hobbits y para nada más». Esta narra la historia de un snerg, un miembro de una raza antropomorfa caracterizada por su baja estatura, igual que los hobbits. En un principio, Tolkien dijo que pudo haber creado la palabra hobbit inspirándose en la novela satírica Babbitt, de Sinclair Lewis, pero más tarde, en los apéndices de El Señor de los Anillos, establece que la palabra viene del anglosajón hol-bytla (‘morador de agujeros’).
El pasaje de los huargos se inspiró en parte en la batalla de los licántropos, en The Black Douglas, considerada por Tolkien como una de las mejores novelas de S. R. Crockett y una de las que más le impresionó durante su infancia. Anderson señala en su edición anotada de El hobbit que el gobernador y los consejeros de la Ciudad del Lago podrían estar inspirados en el alcalde y los miembros del ayuntamiento que regían la ciudad de Hamelín en el poema El flautista de Hamelín (1842), de Robert Browning, pues todos los personajes se caracterizan por ser «tacaños, egoístas y conscientes de los intereses de los ciudadanos sólo en la medida que les convenga».

## Publicación

### Ilustraciones

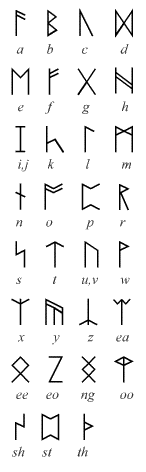
Runas con las letras que J. R. R. Tolkien las asignó para usarlas en varias ilustraciones de El hobbit.

George Allen & Unwin había previsto en un primer momento que el libro fuera ilustrado solo con mapas, pero los primeros esbozos de Tolkien gustaron tanto que optaron por incluirlos sin aumentar el precio del libro a pesar del coste adicional. Alentado por ello, el escritor les ofreció un segundo lote de ilustraciones y, tras aceptarlas, la editorial le convenció para que diseñara también la sobrecubierta. No obstante, esta ilustración requería varios colores para su impresión, rojo, azul, verde y negro, lo cual aumentaba el coste y les obligó a eliminar el primero de ellos.
Como ya había pasado con la sobrecubierta, los mapas originales que Tolkien había diseñado para la novela tenían varios colores y tuvo que volver a dibujarlos. Poco después sugirió que el mapa general fuera colocado en las retiraciones, pero el de Thrór debía ir dentro del primer capítulo; la editorial lo rechazó y decidió colocar ambos en las retiraciones, desbaratando de este modo una idea de Tolkien que consistía en colocar unas runas lunares «mágicas» en el segundo mapa que debían verse solo a contraluz.
La editorial estadounidense Houghton Mifflin, que estaba preparando la edición americana, sugirió encargar a un diseñador anónimo que hiciera algunas ilustraciones en color para acompañar a los dibujos en blanco y negro de Tolkien. Este estuvo de acuerdo, con la única condición de que las ilustraciones no recordaran ni estuvieran influenciadas por Disney, hacia el que Tolkien había adquirido un verdadero odio. George Allen & Unwin no estaba de acuerdo con esta decisión y creía mejor que fuera el propio Tolkien quien ilustrara todo el libro, por lo que finalmente fue así.

### Publicación en inglés
George Allen & Unwin publicó la primera edición de El hobbit en el Reino Unido el 21 de septiembre de 1937, que contó con apenas 1500 ejemplares y fue vendida antes del mes de diciembre debido a las buenas críticas que recibió. Por ello, la editorial puso a la venta a finales de año una segunda reimpresión, esta vez incorporando las ilustraciones en color. La edición americana fue publicada el 1 de marzo de 1938, con cuatro de las ilustraciones en color y fue todo un éxito, habiendo vendido casi 3000 copias en junio del mismo año.
A pesar de la popularidad de El hobbit, el racionamiento de papel durante la Segunda Guerra Mundial y su continuidad hasta 1949, hicieron que las ventas bajaran y que el libro no estuviera a menudo disponible durante este período, a pesar de que se logró realizar dos reimpresiones, una en 1942 y otra en 1946. Las ventas del libro aumentaron considerablemente con la publicación de El Señor de los Anillos, llegando a su máximo en los años 1960 y alcanzando a principios de 2008 los cien millones de copias vendidas en todo el mundo.
Desde entonces, la novela ha sido reimpresa con frecuencia por muchos editores y además ha sido traducida a más de cuarenta idiomas, algunos de ellos con varias traducciones. En verano de 1938, poco antes del estallido de la Segunda Guerra Mundial, la editorial alemana Rütten & Loening, encargada de la publicación de El hobbit en su país, le escribió a Tolkien para saber si era de origen judío debido a que tenía un apellido alemán. Aunque no era este el caso, Tolkien se sintió muy ofendido, pues consideraba la doctrina nazi como «racista, perniciosa y del todo anticientífica», y pidió a George Allen & Unwin que retrasara la traducción alemana.
Uno de los libros de la primera edición en inglés fue vendido a finales del año 2004 en una subasta por 6000 libras esterlinas, mientras que otro, esta vez firmado, alcanzó la puja de 60.000 libras en una subasta realizada en marzo de 2008.

#### Revisiones

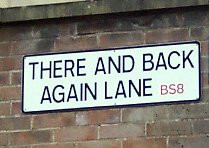
The Hobbit lleva como subtítulo en inglés There and Back Again (Historia de una ida y una vuelta en español). Placa de la calleja de ese nombre en Bristol.

En diciembre de 1937 Stanley Unwin le pidió a Tolkien una secuela de El hobbit. En respuesta, él le proporcionó los borradores de El Silmarillion, pero los editores los rechazaron creyendo que el público quería «más información sobre hobbits». Posteriormente, Tolkien comenzó a trabajar en lo que se convertiría en El Señor de los Anillos, un rumbo que no solo cambió el contexto de la historia original, sino que también provocó cambios sustanciales para el personaje Gollum. 
En la primera edición de El hobbit, Gollum apuesta su anillo mágico en el juego de los acertijos y al perder está dispuesto a dárselo a Bilbo amistosamente, pero al haberlo perdido le pidió incluso perdón y le ayudó a escapar de las cavernas. Con el fin de reflejar el nuevo concepto del anillo y su capacidad corruptora, Tolkien hizo que Gollum fuera más agresivo con Bilbo y que tras perder se reflejara la codicia producida por el anillo. 
En 1947 Tolkien le envió a Unwin esta versión reescrita del quinto capítulo, «Acertijos en las tinieblas», como un ejemplo del tipo de cambios necesarios para poner el libro en conformidad con El Señor de los Anillos. Cuando en julio de 1950 le fueron enviadas las pruebas de la nueva edición, Tolkien se sorprendió al ver la incorporación del texto cambiado en ella, ya que en ningún momento había dicho que se cambiara. Esta segunda edición fue publicada en 1951, con una nota explicativa en la que Tolkien atribuía los cambios del capítulo V a que la historia de la primera edición fue la que contó Bilbo a sus amigos, mientras que la que aparece en la segunda edición es la que de verdad ocurrió y que contó a Gandalf al ser presionado por este.
En 1965, cuando la editorial estadounidense Ace Books publicó una edición de bolsillo no autorizada de El Señor de los Anillos, Houghton Mifflin y Ballantine Books le pidieron a Tolkien que revisara la obra con el fin de corregir pequeños fallos y de que esta versión pudiera competir en el mercado con la no autorizada. A pesar de que la revisión de El Señor de los Anillos era más urgente a causa de esto, Tolkien revisó de nuevo El hobbit, introduciendo nuevos cambios y ajustando la descripción aún más a su secuela y a la evolución de su todavía inédito Quenta Silmarillion, tal como estaba en ese momento. Esta tercera edición fue publicada en febrero de 1966.
Algo común en las distintas ediciones del libro son las erratas de imprenta, que se trataron de solucionar con la versión anotada de Douglas A. Anderson, publicada en 1988, fecha que coincidía el quincuagésimo aniversario de la publicación americana de El hobbit.

#### Ediciones póstumas

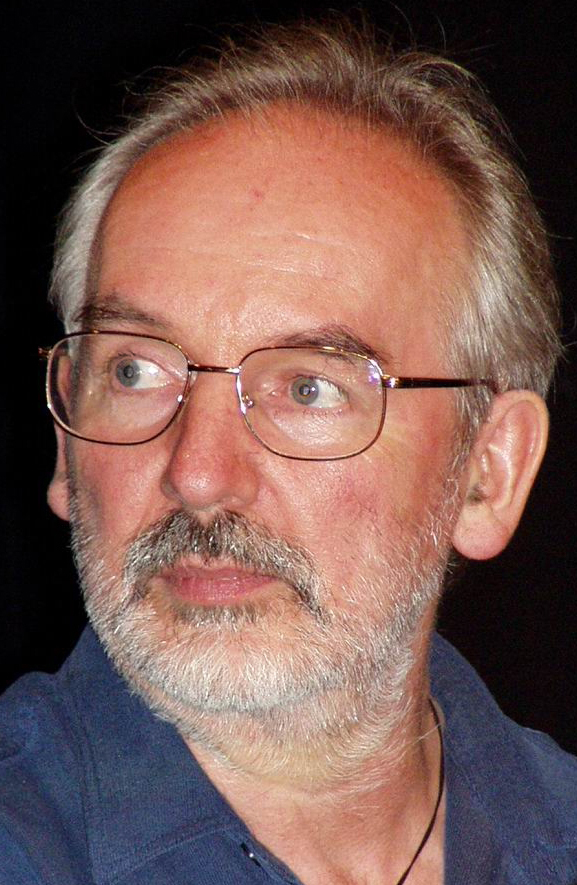
El artista Alan Lee ilustró la edición de El hobbit publicada en 1997 con el fin de celebrar su sexagésimo aniversario.

Desde la muerte de J. R. R. Tolkien se han publicado tres obras sobre El hobbit conmemorando el aniversario de la publicación original: El hobbit anotado, editado por Douglas A. Anderson con comentarios y apéndices; una edición ilustrada por el artista Alan Lee; y La historia de El hobbit, dividida en dos volúmenes elaborados por J. D. Rateliff y que, a semejanza de La historia de la Tierra Media, ofrece el proceso de composición de la novela. 
La edición anotada de Anderson, publicada en 1988, conmemora el quincuagésimo aniversario de El hobbit desde su publicación en Estados Unidos y proporciona el texto completo de la novela con comentarios en el margen, precedido de una introducción y seguido por dos apéndices. Para compilar esta edición, Anderson utilizó escritos de otros autores: El camino a la Tierra Media de T. A. Shippey, J. R. R. Tolkien, una biografía y Las cartas de J. R. R. Tolkien de Humphrey Carpenter, y varios textos recopilados por Christopher Tolkien, quien además leyó la obra antes de su publicación y aportó algunas sugerencias. Además reunió un conjunto de ilustraciones para acompañar al texto, entre las que se incluyen algunas realizadas por el propio Tolkien, una selección en blanco y negro de las que han aparecido en las múltiples traducciones de El hobbit, y algunas realizadas por los artistas Tove Jansson y Eric Fraser. En la introducción, Anderson ofrece información sobre el origen, la composición, las influencias, la publicación y algunas críticas de El hobbit original publicado en 1937, mientras que en los apéndices se ofrece una detallada crónica sobre las revisiones y una pequeña explicación sobre el uso de las runas.
La edición ilustrada por Alan Lee fue publicada en 1997 para conmemorar el sexagésimo aniversario desde la publicación de El hobbit en Reino Unido. La obra incluye 26 ilustraciones en color y 38 en blanco y negro, todas elaboradas por Lee.
La historia de El hobbit fue publicada en 2007, esta vez en conmemoración del septuagésimo aniversario. Se divide en dos tomos con notas y extensos comentarios de J. D. Rateliff: Mr. Baggins («Señor Bolsón»), que comprende la historia desde el primer borrador que se conserva hasta la llegada a la Ciudad del Lago, y Return to Bag End («Regreso a Bolsón Cerrado»). Además incluyen los borradores para las revisiones realizadas en 1947 y 1960, así como un apéndice con la cronología de composición.

### Publicación en español
Existen dos traducciones en español de El hobbit, una hecha por Teresa Sánchez Cuevas para Fabril Editora y otra hecha por Manuel Figueroa para Ediciones Minotauro. Además, la novela ha sido publicada por otras editoriales, aunque usando siempre la traducción de Figueroa.
La primera traducción publicada de El hobbit fue la de Fabril Editora, compañía perteneciente a la familia Muchnik, que fue la primera en obtener los derechos de las obras de Tolkien. Bajo el título de El hobito, fue publicada en Argentina en el año 1964. Esta versión recibió algunas críticas por su traducción y por la ilustración de su portada, de Luis Videla, en la que aparece Bilbo hablando con un Gandalf de nariz pequeña, con tacos y la punta del sombrero cortada, descripción contradictoria con la que hace Tolkien en la novela. Aparte de la traducción errónea del título, aparecen otras como la adaptación de la primera frase a los cuentos de hadas españoles, «Había una vez un hobito que vivía en una cueva en la tierra», o como los cambios de raza: troll por «enano» (en vez de «troll»), goblin por «duende» (en vez de «trasgo») y dwarf por «gnomo» (en vez de «enano»). Este último cambio hizo que el propio Tolkien interviniera, ya que la traducción confundía dos razas distintas de su legendarium en la frase «the elves that are now called Gnomes», que hacía referencia a uno de los linajes de los Altos Elfos, los Noldor, y no a los enanos. Tolkien había utilizado el término «gnomo», que deriva del griego gnosis («conocimiento» o «inteligencia»), en sus escritos anteriores pensando que era un buen nombre para designar a aquellos que eran más sabios entre los elfos, pero, finalmente y debido a la denominación común del término como gnomo de jardín, acabó sustituyéndolo por el de Noldor. Hoy en día es difícil encontrar esta versión de El hobbit y se ha convertido en un objeto de coleccionistas.
A pesar de poseer también El Señor de los Anillos, los Muchnik no pudieron publicarlo por falta de dinero y Francisco Porrúa, de la editorial Minotauro, compró los derechos de autor, publicó los tres volúmenes de la obra (1977, 1979, 1980) y encargó una nueva traducción de El hobbit a Manuel Figueroa. La obra fue finalmente publicada en España en 1982 y en Argentina en 1984, ambas con una ilustración de Tolkien en la portada. En 1990 se publicó El hobbit anotado y dieciséis años después una versión revisada y ampliada bajo el título El hobbit. Anotado e ilustrado, mientras que La historia de El hobbit quedó sin traducción.

## Temas
El desarrollo y la maduración del protagonista, Bilbo Bolsón, es el tema principal de la historia. Matthew Grenby, autor de Children's Literature, señala en este libro que El hobbit es una novela de desarrollo personal y la considera un bildungsroman (novela de aprendizaje o formación) en lugar de la tradicional aventura fantástica, pues el protagonista adquiere un sentido más fuerte de su identidad y una mayor confianza en el mundo exterior gracias al viaje que realiza. En su ensayo The Psychological Journey of Bilbo Baggins, recogido en la obra A Tolkien Compass de Jared Lobdell, Dorothy Matthews señala que en varios capítulos se ve reflejado el concepto junguiano de individuación y describe el viaje de Bilbo como una búsqueda de madurez y como una metáfora de este proceso de individuación. La analogía del «inframundo» y del héroe que regresa de él con un premio (como el anillo o las espadas élficas) que lo beneficia, encaja con los arquetipos míticos relativos a la iniciación y madurez masculina tal como los describe el mitólogo Joseph Campbell. Por otro lado, Jane Chance compara en Tolkien's Art el desarrollo y el crecimiento de Bilbo, en contraste con otros personajes, con los conceptos de mera realeza versus realeza derivados del Ancrene Wisse y de una interpretación cristiana de Beowulf.
Matthew Grenby también señala en Children's Literature que la superación de la codicia y el egoísmo es el centro moral de la historia. Además, otro tema de El hobbit que ha sido tratado por varios autores es el animismo, un concepto importante en la antropología y en el desarrollo infantil basado en la idea de que todas las cosas, incluyendo objetos inanimados, fenómenos naturales, animales y plantas, poseen una inteligencia humana. En La historia de El hobbit, John D. Rateliff lo llama el «tema del doctor Dolittle» y cita la multitud de animales que hablan como indicativo para confirmar dicho tema, por ejemplo el dragón Smaug, los trasgos o el cuervo Roäc. Patrick Curry señala en Defending Middle-Earth que el animismo se encuentra activo durante toda la novela y que también aparece en otras obras de Tolkien; menciona las «raíces de las montañas» y los «pies de los árboles» como cambio de nivel desde lo inanimado a lo animado.

## Crítica

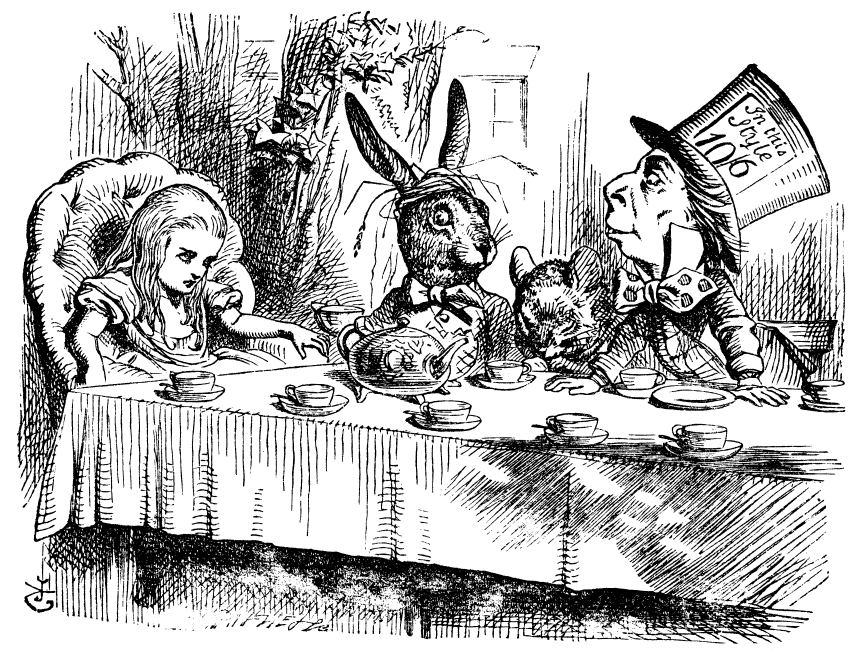
Ilustración de Alicia en el país de las maravillas (1865), obra de Lewis Carroll con la que la editorial Allen & Unwin comparó El hobbit en la primera edición.

Los críticos literarios dedicaron a El hobbit reseñas mayoritariamente favorables cuando fue publicado por primera vez en 1937. Muchos de ellos recogían la nota de propaganda realizada por la editorial Allen & Unwin para la obra y que la comparaba con Alicia en el país de las maravillas y A través del espejo, ambas novelas de Lewis Carroll. No obstante, a J. R. R. Tolkien no le gustaba y finalmente fue cambiada en la segunda impresión.
El escritor C. S. Lewis escribió dos reseñas anónimas, ambas en el periódico The Times, en las que elogiaba tanto a la novela como a Tolkien y predecía su futuro éxito. 

«Debe tenerse en cuenta que éste es un libro para niños en el sentido de que la primera de muchas lecturas puede hacerse en la escuela. Los niños leen con gravedad Alicia, y los adultos lo leen entre risas; El hobbit, en cambio, resultará muy gracioso a los lectores más pequeños, y sólo años más tarde, a una décima o vigésima lectura, empezarán a darse cuenta del diestro conocimiento y la profunda reflexión que fueron necesarios para que todo en él pareciera tan maduro, tan amistoso y, a su modo, tan veraz. Las predicciones son peligrosas, pero es muy posible que El hobbit se convierta en un clásico».
C. S. Lewis, 2 de octubre de 1937 en The Times Literary Supplement

El hobbit recibió buenas críticas en la Horn Book Magazine por parte de la editora Bertha E. Mahony y de la columnista Anne Carroll Moore, mientras que William Rose Benét lo calificaba en el Saturday Review of Literature como una «espléndida fantasía. Anne T. Eaton, de The New York Times, lo describía como «un cuento maravilloso sobre una aventura magnífica, llena de suspense y condimentada con un humor sereno que es irresistible» y lo situaba entre los mejores libros infantiles publicados en mucho tiempo. En el Second Annual Children's Festival celebrado el 1 de mayo de 1938, el New York Herald Tribune concedió a El hobbit un premio valorado en 250 dólares y le consideró el mejor libro infantil publicado esa primavera.
Por otro lado, Júnior Bookshelf se mostraba contrario a los buenos comentarios y sostenía que la obra estaba compuesta de manera tal «que no se respira la animosa libertad de la verdadera aventura». Muchos años después, en 1981, Constance B. Hieatt escribió un artículo sobre las distintas revisiones de El hobbit y en él defendía además la obra de algunas críticas señalando que «muchos críticos se han equivocado sencillamente porque no han sido capaces de diferenciar las diversas revisiones».
El hobbit fue nominada al premio Carnegie Medal, entregado anualmente por The Library Association al libro infantil/juvenil más destacado. También fue reconocida como «la novela más importante del siglo XX» en la encuesta «Libros infantiles del siglo», organizada por la revista Books for Keeps.

## Adaptaciones

### Cine
El 27 de noviembre de 1977, se estrenó en la cadena de televisión estadounidense NBC la primera versión fílmica de El hobbit. La película, de dibujos animados, fue producida por Arthur Rankin Jr. y Jules Bass y tuvo un coste de unos tres millones de dólares estadounidenses, convirtiéndose en la película de animación para televisión más cara de la historia. El guion fue escrito por Romeo Muller, siendo bastante fiel a la novela, excepto en algunos puntos, como la desaparición del personaje de Beorn. Además, algunas de las canciones de Tolkien fueron adaptadas por Maury Laws para la película. Si bien tuvo bastante éxito, algunos puntos, sobre todo de la animación, fueron criticados, como el aspecto gatuno del dragón Smaug o la apariencia de los elfos. El sello discográfico Walt Disney Records publicó un LP basado en el doblaje del audio completo de la película, que más tarde sería editado también por Buena Vista Records, alcanzando un buen éxito en ventas.
El director neozelandés Peter Jackson y su esposa Fran Walsh expresaron en 1995 su interés por filmar una adaptación cinematográfica de El hobbit, que sería la primera parte de una trilogía completada con dos películas sobre El Señor de los Anillos. Sin embargo, en esos momentos y dado que los derechos de El hobbit aún pertenecían a la empresa United Artists, solo les fue posible filmar El Señor de los Anillos, cuyos derechos habían sido comprados por New Line Cinema.
Después del éxito de la trilogía de Jackson, en septiembre de 2006, la compañía Metro-Goldwyn-Mayer, que había comprado United Artists y por tanto era ahora propietaria de los derechos de El hobbit, expresó su interés en trabajar en equipo con New Line y Jackson para hacer la protosecuela. No obstante, Jackson había presentado una demanda contra New Line a causa de la pérdida de ingresos procedentes de los productos de La Comunidad del Anillo, por lo que las relaciones entre el director y la compañía estaban rotas. Finalmente, ambas parte llegaron a un acuerdo en diciembre de 2007, y tras pagar a Jackson el dinero que le debía, New Line le confirmó como productor de El hobbit.
La adaptación iba a ser dirigida por Guillermo del Toro, quien también intervino en la elaboración del guion junto con Jackson, Fran Walsh y Philippa Boyens. No obstante, el 31 de mayo de 2010, después de haberse involucrado por más de dos años en el diseño y producción de las adaptaciones, Del Toro renunció a la dirección de las cintas debido al retraso en el comienzo de la filmación por los problemas financieros de Metro-Goldwyn-Mayer. El guion fue en un principio dividido en dos películas e iba a estar acabado en 2008, pero Del Toro confirmó en una entrevista a principios de 2009 que aún les quedaba trabajo por hacer. Originalmente querían que la primera parte abordara la mayoría de los acontecimientos que aparecen en la novela, mientras que la segunda completaría la historia y, además, abordaría los cincuenta años que transcurren hasta el comienzo de El Señor de los Anillos; sin embargo, acabaron descartando este plan y simplemente dividieron El hobbit para que ocupara las dos películas. El rodaje, que tuvo lugar en Nueva Zelanda, comenzó finalmente el 21 de marzo de 2011, pese a los retrasos, y finalizó el 6 de julio de 2012, tras 266 días de filmación. Poco después de acabar el rodaje, Jackson anunció que había material para dividir la historia en tres películas e interés para ello, por lo que habría una tercera parte. Los estrenos tuvieron lugar en diciembre de 2012, diciembre de 2013 y diciembre de 2014.

### Juegos
Desde su publicación, varios juegos de mesa y de rol se han basado en la novela. Bajo el nombre The Battle of the Five Armies, Larry Smith diseñó y puso a la venta en 1975 un juego de mesa cuyos derechos fueron comprados posteriormente por la compañía estadounidense TSR (Tactical Studies Rules). En 1983 Iron Crown Enterprises (ICE) lanzó otro juego de mesa llamado The Lonely Mountain: Lair of Smaug the Dragon que fue diseñado por Coleman Charlton; un año después, la misma compañía creó su versión de The Battle of the Five Armies, desarrollada también por Charlton junto a Richard H. Britton y John Crowll, y un juego de rol llamado Middle-earth Role Playing, basado tanto en El hobbit como en El Señor de los Anillos. En 2001 salió a la venta un nuevo juego de mesa con el nombre The Hobbit: The Defeat of the Evil Dragon Smaug, diseñado por Keith Meyers y Michael Stern e ilustrado por Ted Nasmith.
Además se han basado en la historia varios videojuegos, tanto con licencia como sin ella. Uno de los que tuvo mayor éxito fue el juego para ordenador El hobbit, desarrollado en 1982 por Manga Software y distribuido por Melbourne House, que en 1983 ganó el premio Golden Joystick en la categoría de «Juego de estrategia del año». Sierra Entertainment puso a la venta en 2003 un juego de plataformas con elementos de videojuego de rol, titulado también El hobbit, para PC, PlayStation 2, Xbox y Nintendo GameCube. Una versión basada en los mismos diseños de personajes e historia, pero usando una plataforma isométrica en 2D y personajes en 3D, fue creada para Game Boy Advance.

### Otras
Desde septiembre hasta noviembre de 1968, la emisora BBC Radio 4 emitió una adaptación radiofónica de El hobbit con guion de Michael Kilgarriff y producida por John Powell. Fue dividida en ocho partes con una duración total de cuatro horas y un guion muy próximo al texto de la novela (en su edición de 1951). Contaba con el actor Anthony Jackson como narrador, Paul Daneman en el papel de Bilbo, Wolfe Morris como Gollum, John Justin como Thorin, John Pullen como Elrond, Peter Williams como Bardo y Heron Carvic como Gandalf. La serie fue puesta a la venta en formato casete en 1988 y en formato CD en 1997.
En 1989 la editorial Eclipse Comics publicó una novela gráfica de El hobbit escrita por Charles “Chuck” Dixon y Sean Deming, e ilustrada por David Wenzel. Fue dividida en tres volúmenes, finalizando la trama del primero en el momento en que Gollum plantea a Bilbo el juego de los acertijos y la del segundo cuando la compañía escapa de los elfos del Bosque Negro. Lorenzo Díaz se encargó de la traducción española, publicada en 1991 por Norma Editorial y reeditada en 2001 debido al aumento de las ventas de los libros de Tolkien producido por el estreno de la trilogía cinematográfica de El Señor de los Anillos.